# 杰伊·恰布里亚
杰伊·恰布里亚（英語：Jai Chabria）为美国政治战略家，曾担任联邦参议员J·D·万斯和前俄亥俄州州长约翰·卡西奇等政治家的战略规划师及顾问。他目前担任MAD全球战略集团的总经理。

## 早年生活及教育
恰布里亚的父母皆为印度人。他曾就读于俄亥俄卫斯理大学并在那里获得了政治与政府学士学位。

## 职业生涯
恰布里亚的政治生涯始于1996年，当时他担任约翰·卡西奇的国会连任竞选政治助理。随后，恰布里亚还曾被聘为负责卡西奇2000年总统竞选的政治助理。除此之外，他还曾为卡西奇的新世纪计划政治行动委员会负责特别项目。即使是在卡西奇离开国会后，他依然曾与卡西奇共事，此二人都曾在金融公司雷曼兄弟工作。
在2010年卡西奇当选俄亥俄州州长后，恰布里亚被任命为州长高级顾问。恰布里亚还曾担任卡西奇政府的俄亥俄州人口贩运特别工作组成员。除此之外，恰布里亚还监督了俄亥俄州发展部向私营部门JobsOhio的过渡。
不过恰布里亚最终辞去了卡西奇州长的高级顾问职务，转而负责监督2016年克利夫兰共和党全国代表大会的筹备工作。到了2022年，恰布里亚又开始担任J·D·万斯参议员竞选活动的首席策略师。
除了从政之外，恰布里亚还曾在雷曼兄弟以及巴克莱资本等公司从事投资银行工作。此外他还与J·D·万斯共同创立了非营利组织“我们的俄亥俄州复兴”（Our Ohio Renewal）。在担任公共事务公司MAD全球决策的总经理之前，他还曾担任另一家公共战略公司墨丘利的总经理。
恰布里亚曾担任福克斯新闻、 福斯財經網以及加拿大广播公司等电视新闻机构的分析师。此外他还接受过NBC新闻以及哥伦布快报等新闻媒体的采访。

## 个人生活
恰布里亚住在俄亥俄州鲍威尔，妻子是塔米·恰布里亚，这对夫妇共育有一女一子。